# Petar Radaković
Petar Radaković (Rijeka, 22. veljače 1937. – Rijeka, 1. studenoga 1966.) bio je hrvatski nogometaš. 

## Klupska karijera
Radaković je cijelu profesinalnu karijeru proveo u Rijeci, u kojoj je stekao status legende. Igrao je na poziciji desnog krila, te je bio član momčadi Rijeke koja je 1958. godine u kvalifikacijama izborila povratak u prvu jugoslavensku ligu. U Rijeci je počeo igrati 1952. godine, a za prvu momčad Rijeke je u razdoblju od 1954. do 1966. godine odigrao 408 utakmica i postigao sveukupno 68 pogodaka.

## Reprezentativna karijera
Radaković je bio član i jugoslavenske nogometne reprezentacije za koju je nastupio 19 puta i pritom postigao 3 pogotka. Debitirao je 18. lipnja 1961. godine u Beogradu na utakmici reprezentacije Jugoslavije protiv reprezentacije Maroka. Nastupio je i na Svjetskom prvenstvu 1962. u Čileu, gdje je Jugoslavija osvojila četvrto mjesto. Na tom prvenstvu, u četvrt završnici, postigao je pobjedonosni pogodak za prvu pobjedu Jugoslavije nad SR Njemačkom na Svjetskim prvenstvima. Posljednji put za reprezentaciju Jugoslavije nastupio je 27. rujna 1964. godine u Beču protiv Austrije.

## Prerana smrt
Radaković je preminuo 1. studenoga 1966. godine, u 29 godini života, na putu za bolnicu, nakon što je na treningu doživio srčani udar. Bio je istinska legenda Rijeke, te se na njegovom pogrebu 2. studenoga 1966. godine okupilo više od petnaest tisuća ljudi.

## Spomen
U sjećanje na Petra Radakovića, od 1969. godine igra se Memorijalni turnir "Pero Radaković" na kojem se natječu najmlađi nogometaši, a od svog osnutka, 1972. godine, omladinska škola HNK Rijeke nosi ime "Omladinska nogometna škola Petar Radaković".

## Zanimljivosti
- Radakovićevih 19 utakmica za nogometnu reprezentaciju Jugoslavije je najviše što je ijedan riječki nogometaš odigrao.[1][5]
- Kratko je u ljeto 1960. igrao za Hajduk u utakmicama Mitropa kupa kao gostujući igrač.[6]

## Vanjske poveznice
- Jugoslavenska reprezentacija  Arhivirana inačica izvorne stranice od 9. lipnja 2009. (Wayback Machine)

## Unutrašnje poveznice
- Memorijal Pero Radaković